# Crocidura umbra
Crocidura umbra (Demos, Achmadi, Handika, Maharatankamsi, Rowe & Esselstyn, 2016) è un toporagno della famiglia dei Soricidi  endemico di Giava.

## Descrizione

### Dimensioni
Toporagno di piccole dimensioni, con la lunghezza della testa e del corpo tra 63 e 71 mm, la lunghezza della coda tra 47 e 58 mm, la lunghezza del piede tra 11 e 13 mm e un peso fino a 7,2 g.

### Aspetto
Le parti dorsali sono marroni scure con la base dei peli grigia, mentre le parti ventrali sono più chiare. Le orecchie sono ricoperte di peli marroni. Il dorso delle zampe è cosparso di peli biancastri. Gli artigli sono ben sviluppati. La coda, lunga circa il 75% della testa e del corpo, è relativamente tozza e moderatamente ricoperta di setole nella parte iniziale.

## Distribuzione e habitat
Questa specie è conosciuta soltanto sul Monte Gede, nella parte occidentale dell'isola di Giava, Indonesia.
Vive tra 1.611 e 1.950 metri di altitudine.

## Conservazione
Questa specie, essendo stata scoperta solo recentemente, non è stata sottoposta ancora a nessun criterio di conservazione.